# Quintetto per pianoforte e archi (Brahms)
Il Quintetto per pianoforte e archi in fa minore op. 34 è una composizione di Johannes Brahms completata nell'estate del 1864, pubblicata nel 1865 e dedicata alla principessa Anna di Prussia. Sul modello del Quintetto con pianoforte op. 44 di Robert Schumann, è anch'esso composto per pianoforte e quartetto d'archi (due violini, viola e violoncello).
L'opera nacque originariamente come quintetto per soli archi (due violini, viola e due violoncelli), completato da Brahms nel 1862. Successivamente il compositore la trascrisse sotto forma di sonata per due pianoforti (che il compositore suonò assieme al pianista Carl Tausig), prima di darle la sua forma definitiva. Brahms distrusse l'originaria versione per quintetto d'archi, ma pubblicò la sonata per due pianoforti come opera 34a. Nel 1946 il musicologo americano Sebastian H. Brown tentò una ricostruzione del quintetto per archi originale.
Si compone di quattro movimenti:
1. Allegro non troppo  (Fa minore)
2. Andante, un poco adagio  (La maggiore)
3. Scherzo: Allegro  (Do minore - Do maggiore)
4. Finale: Poco sostenuto – Allegro non troppo – Presto, non troppo  (Fa minore).

L'impostazione generale è particolarmente rigorosa e severa; il primo movimento, Allegro non troppo, in forma-sonata, presenta un primo tema nobile ed elevato cui si oppone un secondo tema più confidenziale e affettuoso che riecheggia lo stile di Schubert. Il secondo movimento, Andante, un poco adagio, è basato su un tema d'ispirazione leggera e popolare e si distingue per il suo estenuato lirismo. Di contro, lo Scherzo è energico e marziale, se non alquanto pesante. Il movimento finale si apre con un'introduzione lenta che fa pensare al Tristano; la sua ispirazione è varia: in esso convivono cordialità schubertiana, introspezione psicologica e severità costruttiva.
Fra le migliori interpretazioni documentate su disco si segnalano quelle di Barry Douglas con il Quartetto di Tokyo, di Christoph Eschenbach con il Quartetto Amadeus, di Maurizio Pollini con il Quartetto Italiano e di Arthur Rubinstein con il Quartetto Guarneri.